# Чужой лес
Чужой лес (англ. Timber Falls) — американский фильм ужасов 2007 года, снятый режиссёром Тони Джильо.

## Сюжет
Решив устроить себе увлекательный уик-энд, Майкл и Шерил отправляются в горы.
Но долго наслаждаться уик-эндом им не суждено: утром Шерил бесследно исчезает.
Разыскивая любимую, Майкл отправляется вглубь леса, где прекрасная природа, так радовавшая вчера, превращается во враждебное и полное опасностей место.
Майкл буквально физически начинает ощущать чьё-то присутствие.
И неожиданно попадает в капкан.
Очнувшись, Майкл понимает, что попал в руки жестоких маньяков, которые не отпустят его с Шерил, пока они не выполнят все их требования.

## В ролях
- Джош Рэндэлл — Майк
- Брианна Браун — Шерил
- Ник Сирси — Клайд
- Бет Бродерик — Айда
- Саша Роузманн — Дикон
- Т.У. Лешнер — Дэррил
- Бренден Р. Морган — Броди
- Райан МакГи — Лонни
- Карл Бресслер — Сэм
- Дэбби Джаффе — Эвелин
- Сюзанна Уршули — Сара
- Райан Уилк — Джеймс